# リバースエイジング
リバースエイジング（英語: Reverse Aging）は、幹細胞を使用して何らかの形で体内の成体細胞を置き換え、疾患や老化を体内で進行させないようにすることとされる。
使用者の老化を遅延または逆行させる治療に使われるホルモンの市場は、アメリカ合衆国で2009年に年間約500億ドルの収益を生み出した。しかし、そういった製品の使用は、効果的および安全であることが実証されていない。
いくつかの医院で、若いドナーから提供された血液製剤の注射を提供することでリバースエイジングを進めようとしている。このような試みはカリフォルニア大学バークレー校のイリーナ・コンボイが実験用マウスで行ったような研究に基づくとしているが、コンボイによると、若い血液はマウス実験でも老化を回復させられず、血液製剤を提供する事業者は自身の研究を誤解しているという。

## 参考資料
- Tony Kelbrat (2014/04/02). The “People Power” Disability-Serious Illness-Senior Citizen Superbook: Book 9. Senior Citizens Guide 1 (Aging, Law, Retirement, Travel, Alzheimers, Health). Lulu Press. ISBN 978-1312064294